# Macroglossum inwasakii
Macroglossum inwasakii är en fjärilsart som beskrevs av Matsumura 1921. Macroglossum inwasakii ingår i släktet Macroglossum och familjen svärmare. Inga underarter finns listade i Catalogue of Life.